# مایکل پرسن
مایکل پرسن (انگلیسی: Michael Parensen؛ زادهٔ ۲۴ ژوئن ۱۹۸۶) بازیکن فوتبال اهل آلمان است.
از باشگاه‌هایی که در آن بازی کرده است می‌توان به باشگاه فوتبال یونیون برلین و باشگاه فوتبال کلن اشاره کرد.
وی همچنین در تیم‌های ملی فوتبال جوانان آلمان، و جوانان آلمان، و جوانان آلمان، بازی کرده است.